# Mikołaj Kazimierz Czartoryski
Kazimierz Mikołaj Czartoryski (ur. ok. 1663, zm. 1696) – kanonik krakowski od 1677 i  wileński od 1683.
Był synem Jana Karola podkomorzego krakowskiego i jego pierwszej żony Anny Zebrzydowskiej. W latach 1674- 1676 przebywał we Włoszech z bratem Michałem pod opieką Krzysztofa Sowińskiego późniejszego rektora Akademii Krakowskiej. W 1681 był deputatem na Trybunał Główny Koronny.